# Michalina Olszańska
Michalina Olszańska (̈* 29. června 1992 Varšava) je polská herečka, spisovatelka, houslistka a zpěvačka.

## Život
Michalina Olszańska se narodila ve Varšavě 29. června 1992, její matka je herečka Agnieszka Fatyga a otec Wojciech Olszański. Od sedmi let hraje na housle, jako sólistka vystupovala se symfonickými orchestry v Polsku a v Berlíně.
V roce 2009 vyšla její prvotina – román „Dziecko Gwiazd Atlantyda”, a o dva roky později román „Zaklęta”. Od roku 2011 studovala Divadelní akademii ve Varšavě.
Od roku 2013 působí jako herečka, mimo to se věnuje tvorbě textů, hudby a účinkuje jako zpěvačka.

## Filmografie
- Barwy szczęścia (2012–2015) jako písničkářka Tina
- Komisarz Alex (2013) jako Kinga Lenart
- Solange (2013) jako Solange
- Kranz (2013) jako Alicja
- To tylko komedia (2013) jako Marta
- Jack Strong (2014) jako Iza Michalak
- Facet (nie)potrzebny od zaraz (2014) jako studentka
- Miasto 44 (2014) jako tanečnice
- Piąte: nie odchodź (2014) jako Roma Malinowska
- Warsaw by Night (2014) jako Agnieszka
- Miłość w Mieście Ogrodów (2015) jako Julie
- Córki dancingu (2015) jako Złota
- Anatomia zła (2015) jako Halina
- Żyć nie umierać (2015) jako Ania Zaręba
- Ojciec (2015) jako Alicja
- Já, Olga Hepnarová (2015) jako Olga Hepnarová
- Bangistan (2015)
- Świadek (2016) jako Naomi
- Matilda (2017) jako Matylda Krzesiňská
- Muzzikanti (2017) jako Klára
- Syn Królowej Śniegu (2017) jako Anna
- Techno (2018) jako Sonia
- Sobibor (2018) jako Hanna
- Carga (2018) jako Viktoriya / Alanna
- 1983 (2018) jako Ofelia „Effy“ Ibrom

## Ocenění
- Cena české filmové kritiky (2016) za nejlepší ženský herecký výkon (Já, Olga Hepnarová)
- Český lev (2016) za nejlepší ženský herecký výkon v hlavní roli (Já, Olga Hepnarová)